# 袁振緒
袁振緒，清朝政治人物。山東曹縣人。
袁振緒為八旗教習出身。雍正七年（1729年）七月，出任湖南永順府龍山縣知縣。